# Giải bóng đá hạng ba quốc gia Cộng hòa Síp 1976–77
Giải bóng đá hạng ba quốc gia Cộng hòa Síp 1976–77 là mùa giải thứ sáu của giải bóng đá hạng ba Cộng hòa Síp. Akritas Chlorakas giành danh hiệu đầu tiên.

## Thể thức thi đấu
Có 12 đội bóng tham gia 1976–77 Giải bóng đá hạng ba quốc gia Cộng hòa Síp. Tất cả các đội thi đấu với nhau hai lần, một ở sân nhà và một ở sân khách. Đội bóng nhiều điểm nhất vào cuối mùa giải sẽ là đội vô địch. Đội đầu bảng sẽ lên chơi ở Giải bóng đá hạng nhì quốc gia Cộng hòa Síp 1977–78. Đội cuối bảng xuống chơi ở các giải khu vực.

### Hệ thống điểm
Các đội bóng nhận được 2 điểm cho một trận thắng, 1 điểm cho một trận hòa và 0 điểm cho một trận thua.

## Bảng xếp hạng
| Vị thứ | Đội bóng                  | St. | T. | H. | B. | BT. | BB. | BT. | Đ  | Ghi chú                                                                 |
| ------ | ------------------------- | --- | -- | -- | -- | --- | --- | --- | -- | ----------------------------------------------------------------------- |
| 1      | Akritas Chlorakas         | 22  | 19 | 2  | 1  | 66  | 15  | 51  | 40 | Vô địch-Thăng hạng Giải bóng đá hạng nhì quốc gia Cộng hòa Síp 1977–78. |
| 2      | ENTHOI Lakatamia FC       | 22  | 17 | 3  | 2  | 64  | 16  | 48  | 37 |                                                                         |
| 3      | Adonis Idaliou            | 22  | 14 | 5  | 3  | 60  | 25  | 35  | 33 |                                                                         |
| 4      | Anagennisi Deryneia FC    | 22  | 15 | 3  | 4  | 54  | 25  | 29  | 33 |                                                                         |
| 5      | AEK Kythreas              | 22  | 10 | 7  | 5  | 44  | 27  | 17  | 27 |                                                                         |
| 6      | Faros Acropoleos          | 22  | 8  | 6  | 8  | 36  | 35  | 1   | 22 |                                                                         |
| 7      | Ethnikos Asteras Limassol | 22  | 6  | 4  | 12 | 31  | 33  | −2  | 16 |                                                                         |
| 8      | Doxa Katokopias FC        | 22  | 5  | 6  | 11 | 27  | 45  | −18 | 16 |                                                                         |
| 9      | Achilleas Kaimakli FC     | 22  | 7  | 0  | 15 | 33  | 47  | −14 | 14 |                                                                         |
| 10     | AEK Ammochostos           | 22  | 4  | 6  | 12 | 29  | 49  | −20 | 14 |                                                                         |
| 11     | Olimpiada Neapolis FC     | 22  | 3  | 5  | 14 | 28  | 59  | −31 | 11 |                                                                         |
| 12     | ASOB Vatili               | 22  | 0  | 1  | 21 | 12  | 108 | −96 | 1  | Xuống hạng các giải khu vực.                                            |

Hệ thống điểm: Thắng=2 điểm, Hòa=1 điểm, Thua=0 điểm
Luật xếp hạng: 1) Điểm, 2) Hiệu số, 3) Bàn thắng